# Chuck
Chuck je američka humoristična serija (popularno sitcom) koja je sa svojim prikazivanjem započela 24. rujna 2007. godine na američkoj televizijskoj mreži NBC.
Serija prati život Chucka Bartowskog, normalnog prodavača u lokalnom Buy More trgovini u Burbanku, kao dio "Štreberske ekipe". Njegov stari prijatelj Bryce se pretvara u velikog špijuna. Malo prije nego što umre, Bryce pošalje Chucku e-mail s tisućama slika. Slike su kodirane i sadrže izvještaje o špijunaži. Nakon što ih je pregledao, Chuck čuva veliku tajnu u svojoj glavi.
Chucka čuvaju agenti organizacije CIA i NSA, koji koriste Chuckove bljeskove kako bi zaštitili svijet od terorizma.

## Radnja
Chuck, mladić u dvadesetim godinama života, radi u prodavnici elektronike Buy More sa svojim najboljim prijateljom Morganom Grimesom. Chuck živi sa sestrom Ellie i njenim zaručnikom Devonom "Fenomenalni" (od 3. sezone su vjenčani). Na Chuckom rođendanu sestra mu napravi veliko slavlje i pozove djevojke da ih Chuck upozna. Poslije na isti dan Chuck otvori e-mail od bivšeg kolege iz Standforda. Kad Chuck otvori e-mail sve tajne američkih obavještajnih agencija su se postavile u njegov mozak. Nakon toga vlada pošalje agente Johna Caseya (Adam Baldwin) NSA i Sarah Walker (Yvonne Strahovski) da vrate informacije.
Kada saznaju da nije računalo nego Chuckov mozak primio informacije, prisiljeni su čuvati Chucka od neprijatelja. Casey uzme apartman blizu Chucka i počinje pod krinkom raditi s Chuckom u Buy Moreu. Sarah uzima posao u zalogajnici Weinerlicious, a kasnije počinje u tvrtci Orange Orange prodavajući sladoled. Chuck i Sarah moraju glumiti ljubavnu vezu ispred Chuckovih prijatalja i porodice koja se i ostvari u trećoj sezoni.
Chuck se teško navikava na svoj špijunski zivot. Veoma mu je teško stalno lagati sestri i prijateljima, ali ne smije reći istinu, jer bi im ugrozio živote.
Kako radnja napreduje, otkrije se da je Bryce živ još uvijek živ i da u stvari nastoji zaštiti informacije od "loših" obavještajaca iz organizacije pod nazivom Fulcrum. Bryce se predaje CIA i dobije novi zadatak da traži Fulcrum. S Bryceovom posjetom Chuck sazna da su Bryce i Sarah bili u vezi, te postaje ljubomoran.
U drugoj sezoni Chuck se bori protiv zločinačke organizacije Prsten te uz pomoć svojih suradnika koji su profesionalni agenti CIA-e odlazi na posebne misije većinom čekajući u kombiju kako bi se zaštitio. Chucka brani agent John Casey koji svojim profesionalnim stavom i ponašanjem nikada ne dovodi u opasnost, dok se njegova kolegica Sarah Walker potajno zaljubljuje u Chucka kao što se i on zaljubljuje u nju. No nakon dužeg razgovora i razmišljanja Chuck govori Sarah kako bi bilo opasno da su u vezi. Iako se oni u javnosti predstavljaju kao zaljubljeni par više od 2 godine i idu na romantične sastanke s Chuckovom sestrom Ellie Bartowski (Sarah Lancaster) uspijevaju zadržati profesionalni odnos što posebice jako teško pada Chucku. Pri kraju druge sezone Chuck i Sarah se ne mogu suzdržati i počinju se strastveno ljubiti u njegovoj sobi. Otkriva se da je zapravo Chuckov otac stvoritelj Intersekta u njegovoj glavi.
Treća sezona donosi veliki preokret. Chuck je trebao sa Sarah pobjeći vlakom u slobodu no Chuck dolazi na peron i govori joj kako ne može pobjeći. Uvjerava ju da je njegov život biti tajni agent i kako mu je žao. Nakon poljupca Sarah odlazi u vlak plačući. Chuck u međuvremenu uspije izvaditi Intersekt iz njegove glave uz pomoć svog oca no ubrzo ga vraća u novijem izdanju 2.0 jer želi spasiti svijet. Dolaskom u Buy More po još čipsa Chuck shvaća kako je ipak on još uvijek tajni agent i prihvaća svoj poziv. Odlazi u trgovinu kraj Buy Morea po sladoled i ugleda Sarah. Chuck se opet susreće sa svojom bivšom curom Sarah no ona ona se zaljubljuje u Shawa, svog novog kolegu iz CIA-e. Chuck je deprimiran i samo sjedi u svojoj kući i jede čips i deblja se. Otkriva se kako je bivšu ženu Shawa zapravo ubila Sarah te Shaw počinje udruženje s Prstenom kako bi ubio Sarah. Chuck joj spašava život, ubija Shawa kako on ne bi nju i oni su ponovno zajedno. 
Pred kraj zadnje sezone koja je emitirana otkriva se da je Shaw zapravo živ i planira ugasiti misiju CIA vezanu uz Chucka. No nije uspio u potpunosti, Shaw ubija Chuckova oca. Bartowski sve govori o tome kako je tajni agent svojoj sestri, Fenomenalnom i njegovom najboljem prijatelju. Svi zajedno se bore i na kraju sezone uspijevaju pobijediti prsten. U zadnjoj epizodi se otkriva kako je Chuckova mama zapravo živa i da je na čelu nove zločinačke organizacije protiv koje će se boriti u četvrtoj sezoni ove serije.
U četvrtoj sezoni Chuck se bori protiv nove zločinačke organizacije koja ima sjedište u Moskvi, njegova majka je Mary Elizabeth Bartowski koju glumi Linda Hamilton. Prva epizoda je emitirana 20. rujna 2010. Chuck putuje sa svojim najboljim prijateljem po svijetu kako bi našao svoju majku koja je zapravo zarobljena i oteta. To mu ne uspijeva i suočava se s novlanim problemima. Bezuspješno traži posao no u svakoj prodavaonici ga odbijaju nakon što im zazvoni telefon. U vožnji autobusom uočava kako je Buy More ponovno otvoren i ulazi u njega kako bi našao novi posao. No na njegovo iznenađenje on je pretvoren u CIA tajno skrovište. On ne želi više biti tajni agent što ostali ne prihvaćaju. No kako bi spasio svoju curu, agenticu Sarah, proveo s njom više vremena radi njenog pretrpanoga rasporeda i našao svoju majku ponovno postaje tajni agent iako je obećao svojoj sestri da neće više raditi taj posao. Njegova sestra je trudna i Chuck joj laže te govori kako samo radi za Buy More. Chuck i Sarah imaju ljubavne probleme jer kako oni tvrde "loše komunciraju". Chuck govori Sarah kako su možda oni na redu za dobivanje djeteta na što se Sarah uplaši jer želi ići polako. Dok raspravljaju o tome kako treba ići polako kroz vezu kraj Chucka pada prsten iz ventilacije te ga on podiže klečući. Sarah je začuđena kao i Chuck, no oboje shvaćaju kako je to bilo slučajno. Chucka muči problema zašto ona nije rekla da na njegovu sluzčajnu prosidbu. U međuvremenu oboje idu na zajni zadatak na kojem otkrivaju detalje o njegovoj majci.
U petoj epizodi dolazi do velikog preokreta, kada ga majka nazove na mobitel tvrdeći da ga želi vidjeti u parku samog. Chuck dolazi u park sa svojom curom Sarah te se iznenadi kada majka izjavi da je ona zapravo agentica CIA-e na tajnom zadatku u Fulcromu, također, navodi kako će on predstavljati kupca novog bojnog otrova. No, nakon što se nađe s doktorom koji prodaje oružje majka ga upuca. Chuck je na svu sreću nosio zaštitni prsluk, te je njegova majka rekla kako je to znala. Iako Chuck vjeruje svojoj majci, kolega Casey daje svom prijatelju zadatak da provjeri je li ona zbilja agentica na tajnom zadatku. On dobiva izvještaj da je taj zadatak izvršen prije više od 20g te se ona odmetnula i postala dio Fulcroma, na čelu organizacije. Majka se želi naći s kćeri, sestrom Chucka, te organiziraju večeru u restoranu. Sarah i Casey mu otimaju majku i njegova sestra nije uspjela vidjeti svoju majku, iako je trudna i želi majčinske savjete.
Zbog velike gledanosti NBC je izjavio da će se snimiti dodatnih 11 epizoda te će 4 sezona imati 24 epizode. Pretpostavljalo se da je ovo posljednja sezona serije jer Chuck svake sezone gubi jedan milijun gledatelja no to je dovedeno u pitanje kada je NBC najavio dodatno snimanje 4. sezone.

## Vanjske poveznice
Chuck na NBC-u